# ستار فليت (ستار تريك)

شعار المنظمة

ستار فليت هي منظمة خيالية في العالم الخيالي لسلسلة الأفلام والمسلسلات ستار تريك. تهدف إلى استكشاف أعماق الفضاء، حفظ السلام، الأغراض العسكرية، الدبلوماسية والبحوث العلمية. الغالبية العظمى من أعضائها هم من البشر ويقع مقرها الرئيسي في الأرض، ولكنها تضم أعضاء من مئات الأجناس الأخرى والذين معظهم من أبطال الرواية.